# Peucedanum wawrii
Peucedanum wawrii är en flockblommig växtart som först beskrevs av H.Wolff, och fick sitt nu gällande namn av S.W.Su. Peucedanum wawrii ingår i släktet siljor, och familjen flockblommiga växter. Inga underarter finns listade i Catalogue of Life.